# Héctor Bailetti
Pour les articles homonymes, voir Bailetti.
Héctor Bailetti, de son nom complet Héctor Alberto Bailetti Córdova (né à Chincha Alta le 27 novembre 1947) est un footballeur péruvien.

## Biographie

### Carrière en club
Surnommé El Atómico, Héctor Bailetti fait ses débuts professionnels au Porvenir Miraflores en 1966 mais a l'occasion de se distinguer au sein de l'Universitario de Deportes au début des années 1970 lorsqu'il remporte le championnat du Pérou en 1971 et atteint la finale de la Copa Libertadores l'année suivante. Après une pige au Defensor Lima en 1974, il s'expatrie en 1975 en Argentine, à Boca Juniors, où il marque quatre buts en 16 rencontres officielles. Il joue également au Mexique entre 1975 et 1977 (CF Atlante et Zacatepec).
De retour au Pérou, il joue pour le Sporting Cristal en 1978 et revient à l'Universitario de Deportes en 1979. Il met fin à sa carrière au Juventud La Palma de Huacho en 1980.

### Carrière en équipe nationale
Héctor Bailetti est international péruvien à 18 reprises (1968-1973) pour cinq buts. Il a essentiellement joué des matchs amicaux mais il a l'occasion de disputer une rencontre des éliminatoires de la Coupe du monde 1974, le 5 août 1973, face au Chili, où il marque un but (défaite 1-2). Ce sera d'ailleurs son dernier match en équipe nationale. 

#### Buts en sélection
| Buts en sélection de Héctor Bailetti | Buts en sélection de Héctor Bailetti | Buts en sélection de Héctor Bailetti     | Buts en sélection de Héctor Bailetti | Buts en sélection de Héctor Bailetti | Buts en sélection de Héctor Bailetti | Buts en sélection de Héctor Bailetti |
|                                      | Date                                 | Lieu                                     | Adversaire                           | Score                                | Résultat                             | Compétition                          |
| ------------------------------------ | ------------------------------------ | ---------------------------------------- | ------------------------------------ | ------------------------------------ | ------------------------------------ | ------------------------------------ |
| 1.                                   | 18 août 1968                         | Estadio Nacional, Lima (Pérou)           | Chili                                | 1-2                                  | 1-2                                  | Amical                               |
| 2.                                   | 1er juillet 1973                     | Estadio Nacional, Lima (Pérou)           | Colombie                             | 1-0                                  | 3-1                                  | Amical                               |
| 3.                                   | 1er juillet 1973                     | Estadio Nacional, Lima (Pérou)           | Colombie                             | 2-0                                  | 3-1                                  | Amical                               |
| 4.                                   | 27 juillet 1973                      | La Bombonera, Buenos Aires (Argentine)   | Argentine                            | 1-1                                  | 3-1                                  | Amical                               |
| 5.                                   | 5 août 1973                          | Estadio Centenario, Montevideo (Uruguay) | Chili                                | 1-0                                  | 1-2                                  | QCM 1974                             |

## Palmarès
| Universitario de Deportes - Champion du Pérou (1) : - Champion : 1971. - Vice-champion : 1972. - Copa Libertadores : - Finaliste : 1972. |  | Porvenir Miraflores - Championnat du Pérou D2 (1) : - Champion : 1966. |